# مدرسه علی‌نقی میرزا
مدرسه علی نقی میرزا در دوره قاجار توسط علی نقی میرزا ملقب به رکن الدوله در زمان استانداری خراسان ساخته شد. رکن الدوله ابتدا صحن نو یا صحن آزادی را ایجاد کرد سپس چون قطعه زمینی در قسمت غربی صحن نو متروک مانده بود، آنجا را به مدرسه علمیه تبدیل کرد. در میان این مدرسه یک حیاط کوچک وجود داشت که در چهار سمت آن حجره‌ها در دو طبقه قرار داشتند و از سه حجره صحن تازه تأسیس آزادی درهایی به حیاط مدرسه گشوده می‌شد. پس از عزل علی نقی میرزا از تولیت حرم، مسئولین امور، احداث مدرسه مذکور را در زمین‌های وقفی آستان قدس رضوی برخلاف مقررات تشخیص دادند مدرسه تعطیل شد و از آن به عنوان کشیک‌خانه خدام استفاده می‌کردند و قسمت فوقانی آن را نیز به مخزن کتابخانه آستان قدس رضوی تبدیل کردند.
این مکان پس از نوسازی و ایجاد تغییراتی در سال ۱۳۲۴ هجری شمسی در قسمت‌های داخلی آن و پس از مسقف شدن حیاط مدرسه به صورت رواق بزرگی به نام رواق دارالذکر درآمد.